# Погодаев, Степан Борисович
Степан Борисович Погодаев (1905—1944) — советский военнослужащий, участник Великой Отечественной войны, командир отделения 997-го стрелкового полка (263-я стрелковая дивизия, 51-я армия, 4-й Украинский фронт), старший сержант, Герой Советского Союза. 9 мая 1944 года во время штурма Сапун-горы в ходе освобождения города Севастополя закрыл своим телом амбразуру вражеского ДОТа.

## Биография
Степан Борисович Погодаев родился в 1905 году в многодетной крестьянской семье Бориса Васильевича Погодаева. Русский. Точное место его рождения не установлено. Известно, что происходил он «из низовых», то есть родился в Усть-Илимском или северной части современного Братского районов Иркутской области. Наиболее вероятным местом его рождения является село Нижнее Шаманово, некогда располагавшееся на острове посреди Ангары, а ныне затопленное водами Усть-Илимского водохранилища. Именно оттуда был родом его отец, там же Степан Борисович окончил трёхклассную сельскую школу.
Борис Васильевич рано овдовел и, женившись повторно на Арине Андреевне Непомилуевой, перебрался к ней в деревню Гарменка. Чтобы помогать семье, Степан Борисович стал батрачить в соседней деревне Закурдаево. Позднее переехал к одному из дядьёв в Седаново, где работал батраком у зажиточного крестьянина Михаила Коновалова.
В 1927—1929 годах Степан Погодаев проходил действительную воинскую службу. Из армии он вернулся убеждённым коммунистом, кандидатом в члены ВКП(б). Некоторое время работал на почте. В 1930 году его рекомендовали на пост председателя Подъеланского сельского совета. В это время в округе создавался большой колхоз «Великий перелом», в который вошли крестьяне из деревень Подъеланка, Аникина, Владимировка и Седаново, и Степан Борисович был выбран членом правления.
Далеко не все крестьяне хотели вступать в колхозы. Летом 1930 года по Братскому району прокатилась волна выступлений против насильственной коллективизации. Крестьяне низовых деревень, объединившись с ссыльными, взялись за оружие и решили идти на штурм Братского острога, который они считали источником всех бед. Дороги им лежала через земли Подъеланского сельсовета. Опасаясь, что бунтовщики разорят колхоз, молодой председатель распорядился выдать сельчанам оружие. Однако когда крестьянский бунт был подавлен, Степана Борисовича обвинили в самоуправстве и даже пытались «пришить» ему соучастие в беспорядках, припомнив, что во дворе сельсовета неоднократно собирались недовольные, а он никаких действий против них не предпринимал. Год провёл Погодаев в Иркутской тюрьме, но следователи не смогли доказать его причастность к антисоветским выступлениям. Возможно, помогло и ходатайство колхозников из Подъеланной. Степан Борисович вернулся домой, но членом партии он уже не стал, да и от занимаемых должностей его освободили.
Степан Борисович недолго оставался рядовым колхозником. Когда в 1931 году из «Великого перелома» выделился колхоз «Успех» с центром в Седаново, его избрали председателем. Но судьба уготовила ему новые испытания. В 1934 году, едва женившись, Степан Борисович потерял супругу. На месяц он ушёл в запой, забросил все дела и не почти не появлялся на работе. Проштрафившегося председателя сняли с работы и отправили создавать колхоз в деревню Верхнее Суворово, которая после очередного антисоветского выступления в 1933 году лежала в запустенье. Погодаев с энтузиазмом взялся за дело, и дела быстро пошли на поправку.
Вскоре Погодаев снова женился. Его избранницей стала Аполлинария Тимофеевна Пинигина, вдова убитого кулаками комсомольца Демьяна Пинигина. Степан Борисович усыновил её сына Григория, а позднее у них родились совместные дети — Инна и Казимир. До войны Степан Погодаев успешно руководил колхозами «Заря-2» в Верхнем Суворово и колхоз «Новая жизнь-1» в Верхнем Баяне. Семейные и крестьянские заботы отнимали большую часть его времени. Отдыхать Степан Борисович любил в тайге, был страстным охотником. А потом началась война.
В июле 1941 года С. Б. Погодаев добровольцем пошёл в Красную Армию. С сентября 1941 сражался на Юго-Западном фронте. Воевал под Ельцом, Барвенково, на Сталинградском направлении, прошёл с боями от Дона до Днепра. С февраля 1944 года Степан Борисович в составе 997-го стрелкового полка 263-й стрелковой дивизии 51-й армии 4-го Украинского фронта в должности командира отделения роты автоматчиков. Принимал участие в Крымской операции. Особенно отличился во время освобождения Севастополя.
9 мая 1944 года во время штурма Сапун-горы Степан Погодаев закрыл своей грудью амбразуру вражеского ДОТа, дав возможность наступающей пехоте продвинуться вперёд.
Указом Президиума Верховного Совета СССР от 24 марта 1945 года старшему сержанту Степану Борисовичу Погодаеву посмертно было присвоено звание Героя Советского Союза.
Похоронен в селе Штурмовое Балаклавского района города Севастополя.

## Память
- 12 ноября 1977 года в посёлке Энергетик города Братска открыт памятник Герою Советского Союза братчанину Степану Борисовичу Погодаеву. Автор монумента — севастопольский скульптор К. Г. Кошкик, однополчанин Степана Погодаева[2].
- Имя Степана Погодаева увековечено на обелиске Славы, установленном на Сапун-горе и на мемориале «Вечный огонь» в Иркутске.
- Именем С. Б. Погодаева названы улицы в Братске и Севастополе.
- Подвиг Героя изображён на диораме «Штурм Сапун-горы».